# 渡辺邦彦 (医師)
渡辺 邦彦（わたなべ くにひこ、1959年7月9日 - ）は、日本の医師。

## 略歴
- 神奈川県川崎市出身
- 1978年 - 獨協高等学校卒業
- 1984年 - 獨協医科大学医学部医学科卒業[1]
- 1990年 - 獨協医科大学大学院修了[1]
- 1991年 - 日本脳神経外科学会認定 脳神経外科専門医[1]
- 2015年 - 日本緩和医療学会認定 緩和医療専門医[1]
- 2016年 - Best Doctors in Japan 疼痛管理部門で選出[1]
- 2024年 - 日本緩和医療学会認定 緩和医療指導医[1]

### 職歴
- 獨協医科大学 脳神経外科 臨床講師
- 医療法人陽気会 とちの木病院 脳神経外科 医長
- 栃木県立がんセンター 脳神経外科 医長
- 栃木県立がんセンター 緩和医療部 部長代理
- 医療法人陽気会 在宅ホスピスとちの木 所長
- 一般財団法人 とちぎメディカルセンター 在宅ホスピス 所長
- 一般財団法人 とちぎメディカルセンター 緩和ケアセンター センター長

### 研究歴
- 国立がんセンター研究所 生物学部
- スイス チューリヒ大学 神経病理学教室
- フランス リヨン IARC 分子病理部
- オーストラリア パース コテージホスピス
- オーストラリア バララット ガンダーラホスピス
- オーストラリア シドニー サクラダハートホスピス
- ニュージーランド ウェリントン メリーポッターホスピス

### 賞罰
- 日本脳神経外科学会奨励賞
- 2016-2017 Best Doctors in Japan

## 著書
- 幸せのシッポ 文芸社
- 痛みよさらば モルヒネが救ってくれる 文芸社
- 自分らしく生ききるために 進行がんの患者さんを支える 文芸社
- 栃木発、「待ったなし！」在宅緩和医療 文芸社